# Edward Lumley
Edward C. „Ed“ Lumley CM PC (* 27. Oktober 1939 in Windsor, Ontario; † 16. April 2025) war ein kanadischer Unternehmer, Wirtschaftsmanager und Politiker der Liberalen Partei Kanadas, der mehrere Jahre Abgeordneter des Unterhauses sowie mehrmals Minister und von 2006 bis 2019 Kanzler der University of Windsor war.

## Leben
Nach dem Schulbesuch absolvierte Lumley ein Studium der Wirtschaftswissenschaften, das er mit einem Bachelor of Commerce (B.Comm.) abschloss. Im Anschluss war er als Unternehmer tätig.
Seine politische Laufbahn begann Lumley in der Kommunalpolitik und er war von 1972 bis 1974 Bürgermeister von Cornwall. Bei der Unterhauswahl vom 8. Juli 1974 wurde Lumley als Kandidat der Liberalen Partei erstmals zum Abgeordneten in das Unterhaus gewählt und vertrat in diesem bis zu seiner Wahlniederlage bei der Wahl vom 4. September 1984 den Wahlkreis Stormont-Dundas.
Im Oktober 1976 übernahm Lumley sein erstes Regierungsamt und wurde Parlamentarischer Sekretär beim Minister für regionale wirtschaftliche Expansion, ehe er von Oktober 1977 bis September 1978 Parlamentarischer Sekretär beim Finanzminister war. Am 3. März 1980 wurde er Staatsminister für Handel sowie danach vom 12. Januar bis zum 29. September 1982 Staatsminister für internationalen Handel.
Am 30. September 1982 wurde Lumley von Premierminister Pierre Trudeau in das 22. kanadische Kabinett berufen und übernahm in diesem bis zum 6. Dezember 1983 die Ämter des Ministers für regionale wirtschaftliche Expansion sowie des Ministers für Industrie, Handel und Gewerbe. Im Rahmen einer Kabinettsumbildung wurde er anschließend am 7. Dezember 1983 Minister für regionale industrielle Expansion und behielt dieses Ministeramt auch in dem von Trudeaus Nachfolger John Turner gebildeten 23. Kabinett Kanadas in der Zeit vom 30. Juni bis zum 16. September 1984. Zeitgleich war er vom 30. Juni bis zum 16. September 1984 Kommunikationsminister sowie Staatsminister für Wissenschaft und Technologie.
Nach seinem Ausscheiden aus Regierung und Unterhaus war er wieder als Unternehmer sowie Manager in der Privatwirtschaft tätig und wurde 1991 Vize-Vorstandsvorsitzender der Investmentgesellschaft BMO Nesbitt Burns, Leitender Direktor des Autoteileherstellers Magna International sowie Mitglied der Vorstände von Bell Canada, Canadian National Railway und von Air Canada.
Im Jahr 2000 wurde er zum Vorsitzenden einer Kommission zur Untersuchung der Vergütungen und Entschädigungen der Mitglieder des Parlaments von Kanada ernannt. Von 2006 bis 2019 war er Kanzler der University of Windsor.